# Bruno Sant'anna
Bruno Sant'anna (São José dos Campos, 12 de julio de 1993) es un tenista profesional brasileño. A fines de septiembre de 2021, ocupa el puesto 690 en el ranking de la ATP.

## Carrera
Su mejor ranking individual es el Nº 337, alcanzado el 7 de octubre de 2013, mientras que en dobles logró la posición 313 el 23 de mayo de 2016.
No ha logrado hasta el momento títulos de la categoría ATP ni de la ATP Challenger Tour, aunque sí ha obtenido varios títulos en Futures,tanto en individuales como en dobles.